# Schwarzula
Schwarzula — род безжальных пчёл, из трибы Meliponini семейства Apidae. Назван в честь гименоптеролога H. F. Schwarz. Не используют жало при защите. Хотя жало у них сохранилось, но в сильно редуцированном виде. Эндемик Южной Америки.

## Распространение
Неотропика: Боливия, Бразилия, Перу, Эквадор.

## Классификация
Известно 2 вида. Первоначально таксон был описан в качестве подрода в составе рода Trigona.
- Schwarzula coccidophila Camargo & Pedro, 2002
- Schwarzula timida (Silvestri, 1902) typus